# Livre VI des Fables de La Fontaine
Le livre VI des Fables de La Fontaine fut publié en 1668 et contient 21 fables.
1. Le Pâtre et le Lion
2. Le Lion et le Chasseur
3. Phébus et Borée
4. Jupiter et le Métayer
5. Le Cochet, le Chat et le Souriceau
6. Le Renard, le Singe et les Animaux
7. Le Mulet se vantant de sa généalogie
8. Le Vieillard et l'Âne
9. Le Cerf se voyant dans l'eau
10. Le Lièvre et la Tortue
11. L'Âne et ses maîtres
12. Le Soleil et les Grenouilles
13. Le Villageois et le Serpent
14. Le Lion malade et le Renard
15. L'Oiseleur, l'Autour et l'Alouette
16. Le Cheval et l'Âne
17. Le Chien qui lâche sa proie pour l'ombre
18. Le Chartier embourbé
19. Le Charlatan
20. La Discorde
21. La Jeune Veuve